# Jaromír von Mundy

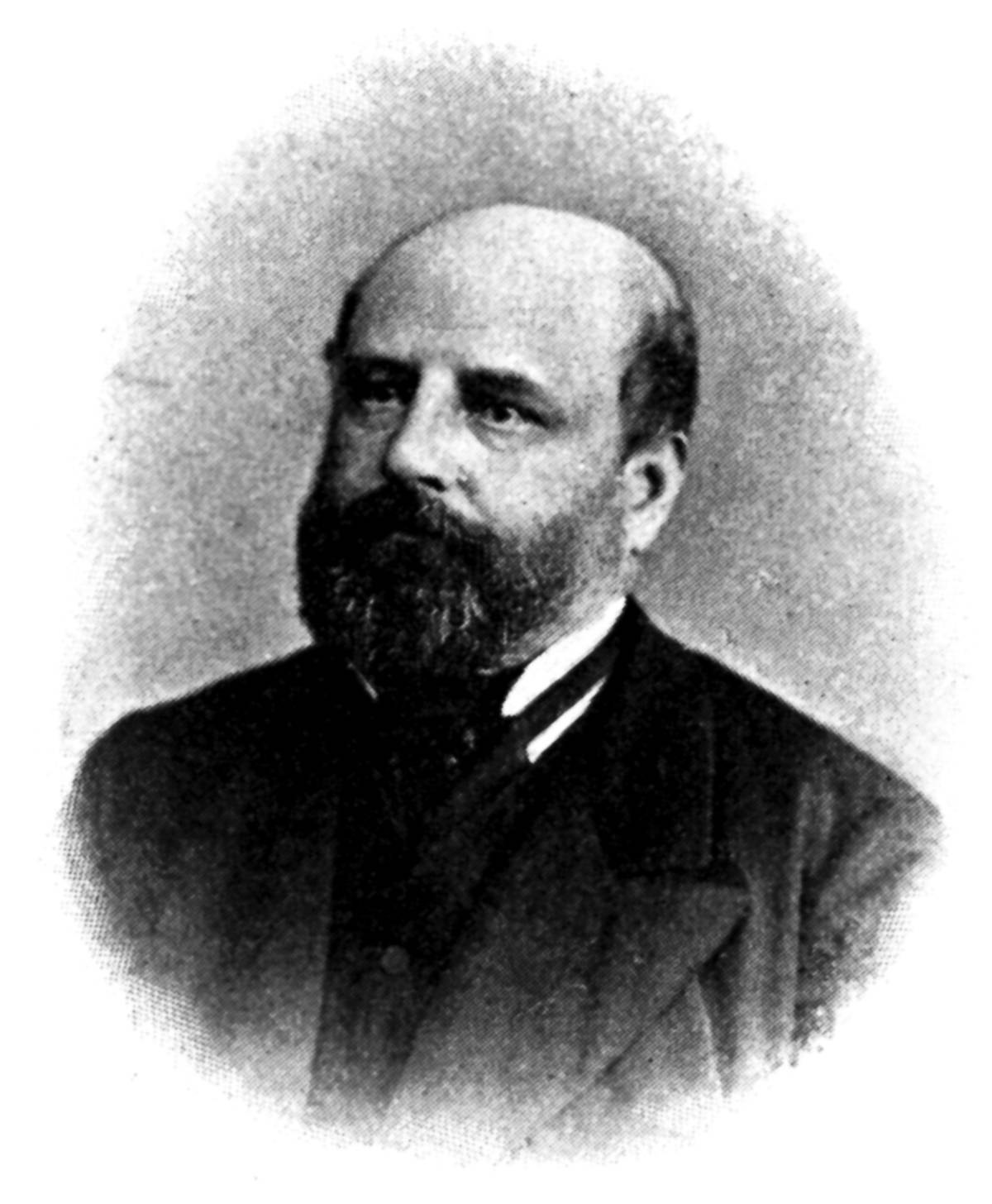
Jaromir Mundy

Jaromír Freiherr von Mundy (* 3. Oktober 1822 in Burg Veveří (Eichhorn), Mähren; † 23. August 1894 in Wien) war ein österreichischer Arzt. Er gründete die Wiener Freiwillige Rettungsgesellschaft, deren Modell weltweit übernommen wurde und später in der Berufsrettung Wien aufging. Technisch begabt, konzipierte er Hilfsmittel für eine qualifizierte Erstversorgung von Verwundeten. Als Militärarzt auf diversen Kriegsschauplätzen präsent, zeichnete er sich durch eine aufopfernde Hilfsbereitschaft an der Kriegsfront aus, sorgte für die logistische Bereitstellung von Instrumenten, aktivierte Mithelfer, sicherte Erstversorgungen und organisierte Verwundetentransporte. Mundy setzte sich für eine Verbesserung der Verhältnisse auf Schlachtfeldern des späten 19. Jahrhunderts ein. Sein Freund  Theodor Billroth bezeichnete ihn als „einen der größten praktischen Humanisten seines Jahrhunderts“. 1893 wurde Jaromir Mundy zum Ehrenmitglied der Gesellschaft der Ärzte in Wien gewählt.

## Schaffen und Werken

### Jugend und Militärlaufbahn

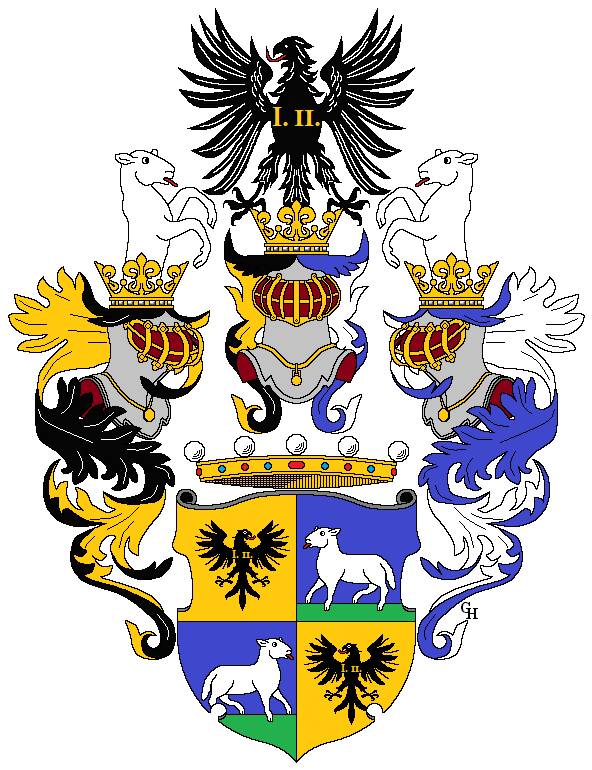
Wappen der Freiherren von Mundy, verliehen 1789 an Wilhelm von Mundy (1742–1805)

Er war der jüngste von vier Söhnen des vermögenden Tuchfabrikanten Johann Freiherr von Mundy und der Gräfin Isabella Kálnoky von Kőröspatak sowie ein Enkel des 1789 in den Freiherrenstand erhobenen Wilhelm von Mundy. Schon als Kind dürfte er mit dem Arztberuf geliebäugelt haben, da er sich bei jeder Gelegenheit zu einem freiwilligen Sanitätsdienst meldete, wie in den Jahren 1832 und 1838 bei den Choleraepidemien. Wo immer er sich in seiner Kinderzeit aufhielt, war er ein steter Begleiter des ansässigen Arztes, um bei Unglücksfällen mitzuhelfen.
Er genoss eine autokratische Erziehung und seine Eltern schickten ihn zum Theologiestudium ins Brünner Alumnat, welches er ohne besonderes Interesse betrieb und bald wieder verließ. Sein Vater sorgte dafür, dass er als Kadett in die kaiserlich-königliche Armee eintreten konnte. Dort diente er jahrelang und beschäftigte sich in seiner freien Zeit mit der medizinischen Wissenschaft. Während seiner Stationierung in der Wiener Alserkaserne verbrachte er seine Freizeit oft im Wiener Allgemeinen Krankenhaus und verkehrte unter den Medizinstudenten. 1852 wurde er zum Hauptmann befördert und 1855 kehrte er der Armee den Rücken.

### Berufung zum Mediziner

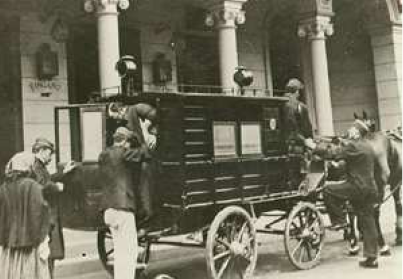
Von Jaromir Mundy konzipierter Sanitätswagen

Mit 33 Jahren absolvierte er ein Medizinstudium in Würzburg und wurde 1857, bereits nach vier Semestern ausnahmsweise zur Doktorprüfung zugelassen. Seine Dissertationsarbeit schrieb er zum Thema „Über die Familien-Behandlung von Irren in Irren-Kolonien“. Ab 1859 widmete er sich dem Studium der Irrenheilkunde und gerichtlichen Medizin und holte sich praktische Erfahrung in Heidelberg, Leipzig und Berlin um sich dort um die Verbesserung der Behandlung von Geisteskranken einzusetzen.
Im selben Jahr wurde Mundy von einem früheren Vorgesetzten im Militär, dem Grafen Franz Chulai nach Piemont gerufen, um dort im Sardinischen Krieg als Arzt an der Front seinen Dienst zu versehen und seit diesem Zeitpunkt praktizierte er laufend an verschiedenen Kriegsschauplätzen. Am 24. Juni 1859 lernte er dort in der Schlacht bei Solferino mit Tausenden Toten und Verwundeten, den Schweizer Geschäftsmann Henry Dunant kennen. Dunant erlebte als Berichterstatter vor Ort die ungenügende Versorgung der Verwundeten und setzte sich seit diesem Zeitpunkt für die Menschlichkeit im Krieg ein und gilt als Urheber der 1864 gegründeten Genfer Konvention, deren Grundgedanke die Verbesserung der Versorgung von Verwundeten und Kriegsgefangenen ist. Dunant war Begründer der Internationalen Rotkreuz- und Rothalbmond-Bewegung.
Nach Kriegsende bereiste Mundy die Stadt Cheel in Belgien, um sich die damals berühmte Irrenkolonie mit 1.500 Patienten anzusehen, die in Freiheit lebten und von den Einwohnern behandelt und gepflegt wurden. Für Mundy war dies die würdigste Form der Behandlung. Er hielt ab 1860 Vorträge zu diesem Thema in verschiedenen europäischen Hauptstädten und erlangte internationale Bekanntheit als Vertreter der Reform des Irrenheilwesens und einer modernen Irren-Gesetzgebung.
Im Kriegsjahr 1866 stellte er sich wieder für einen freiwilligen Sanitätsdienst zur Verfügung und versah seinen Dienst vorerst im Feldspital in Pardubitz in Böhmen. Bei der Schlacht von Königgrätz arbeitete er an den improvisierten Sanitätszügen mit, die verwundete Soldaten von Böhmen nach Wien brachten. Zurück in Wien wurde er zum Souschef des Militärspitals im Wiener Prater.
Bei der Pariser Weltausstellung 1867 ließ er auf eigene Kosten ein Muster-Irrenhaus errichten und demonstrierte die Praxis der freien Irrenbehandlung. Im selben Jahr war Mundy als österreichischer Delegierter des Kriegsministeriums Teilnehmer bei der 1. Rotkreuz-Konferenz in Paris, die über Anwendung und Ausführung der Genfer Konvention beriet, und setzte sich für die Umsetzung von Dunants Wünschen und für eine Verbesserung der Verwundetenfürsorge ein. Technisch sehr begabt, konstruierte Mundy in dieser Zeit verschiedene Tragbahren, Ambulanzwagen und ganze Sanitätszüge, um den sachgemäßen Transport der Verwundeten zu gewährleisten. Dies waren bahnbrechende Neuheiten im damaligen Sanitätswesen, wo katastrophale, unwürdige Notfalltransporte an der Tagesordnung standen, an denen immer wieder Patienten verstarben. Er entwickelte auch, gemeinsam mit Ingenieur Hugo Zipperling, die Ausrüstung der Sanitätszüge.
Im belagerten Paris des Deutsch-Französischen Krieges beteiligte er sich von Mitte 1870 bis Ende 1872 als „neutraler“ Arzt und sorgte für die Gewährleistung einer humanen Verwundetenpflege. Für diese Tätigkeit erhielt er als erster Ausländer die französische, militärische Tapferkeitsmedaille. 1871 lernte er die Schwesterngemeinschaft der Herz-Jesu-Dienerinnen in einer Pariser Ambulanz kennen, und es ging auf seine Bemühungen zurück, dass sich diese Institution 1873 an der Wiener Rudolfstiftung niederließ.

### Rückkehr nach Wien
Von 1866 bis 1870 referierte er in Wien in zahlreichen Vorträgen zu den Themen Irrenheilkunde, gerichtliche Medizin, Gesundheitslehre und Militärsanität unter anderem an der Universität Wien, im Wiener Allgemeinen Krankenhaus, der Josephs-Akademie und in der Akademie der Wissenschaften. 1872 wurde er schließlich zum Professor der Militärsanität an der Wiener Universität ernannt.
Als er nach Ende des Deutsch-Französischen Krieges nach Wien zurückkehrte, war Mundy frustriert ob des mangelnden medizinischen Fortschrittes in seiner Heimatstadt. Seine jahrelangen Bemühungen, seine auf höheren Befehl eingeforderten Vorschläge und Denkschriften waren ohne Ergebnis geblieben. Er konzentrierte sich daher wieder auf Förderung der freiwilligen Hilfeleistung im Krieg.
In der Wiener Weltausstellung von 1873 stellte er im Auftrag der Französischen Gesellschaft vom Roten Kreuze einen von ihm konzipierten Muster-Sanitätszug aus. Gemeinsam mit Theodor Billroth organisierte er im Rahmen dieser Ausstellung ohne jegliche Unterstützung von öffentlicher Hand einen „Internationalen Kongress für Verwundetenpflege im Krieg“.
In seiner Funktion als General-Chefarzt des Malteser Ritterordens setzt sich Mundy in Wien ab 1875 wieder unermüdlich für eine Reform des öffentlichen und Militärsanitätswesens und für die Gründung einer Erste-Hilfe Organisation ein, scheiterte jedoch wieder. Er leistete im serbisch-türkischen Krieg 1876/1877 auf serbischer Seite seinen Dienst und im türkisch-russischen Krieg von 1877/1878. Als die Sanitätszüge des Malteser Ritterordens zur Hilfe aktiviert wurden, blieb er bis zum Abschluss der Evakuationen der Verwundeten an der Front.

### Die „Wiener Freiwillige Rettungsgesellschaft“
Der Brand des Wiener Ringtheaters am 8. Dezember 1881 mit seinen zahlreichen Todesopfern brachte eine entscheidende Wende. Diese Katastrophe zeigte in Wien deutlich die Schwächen der staatlichen Sanitäts-Organisation mit seinen damals üblichen rauen Transportmethoden. Mundy leitete einen Tag danach, am 9. Dezember 1881, mit Unterstützung seines Freundes Hans Graf Wilczek, Eduard Graf Lamezan-Salins, und dem Chirurgen Theodor Billroth alle Schritte zur Gründung der „Wiener Freiwillige Rettungsgesellschaft“ in die Wege. Die niederösterreichische k.k. Statthalterei bescheinigte einen Monat später die Statuten und die neu geschaffene Rettung nahm offiziell ihren Betrieb auf.
Im Jänner 1882 trug er Kaiser Franz Joseph I. die Pläne für dieses Vorhaben dar und erhielt von ihm vollste Unterstützung. Im April 1882 begann der Krankentransportdienst. Graf Wilzek, von dem das Gründungskapital stammte, stellte sein Palais in der Wiener Herrengasse zur Verfügung und dort wurde die Zentrale der Rettungsgesellschaft eingerichtet, bis am 1. Mai 1883 die erste Sanitäts-Station am Fleischmarkt 1 eröffnete, die aus zwei Räumen bestand. In diesen Anfängen sind 97 Medizinstudenten und 36 Nichtmediziner dokumentiert, die ihren Dienst als Sanitäter versahen. Mundy selbst arbeitete je nach logistischem Erfordernis als Arzt, Krankenträger oder Kutscher.
Die Gesellschaft wurde von Spenden und Benefizveranstaltungen finanziert. Mundy trieb unermüdlich weitere Geldmittel auf, bis schließlich das eigene Haus bei der Aspernbrücke gebaut werden konnte. Er war als Schriftführer der Wiener Freiwilligen Rettungsgesellschaft bis zum 5. März 1892 im Einsatz.

## Nachruf

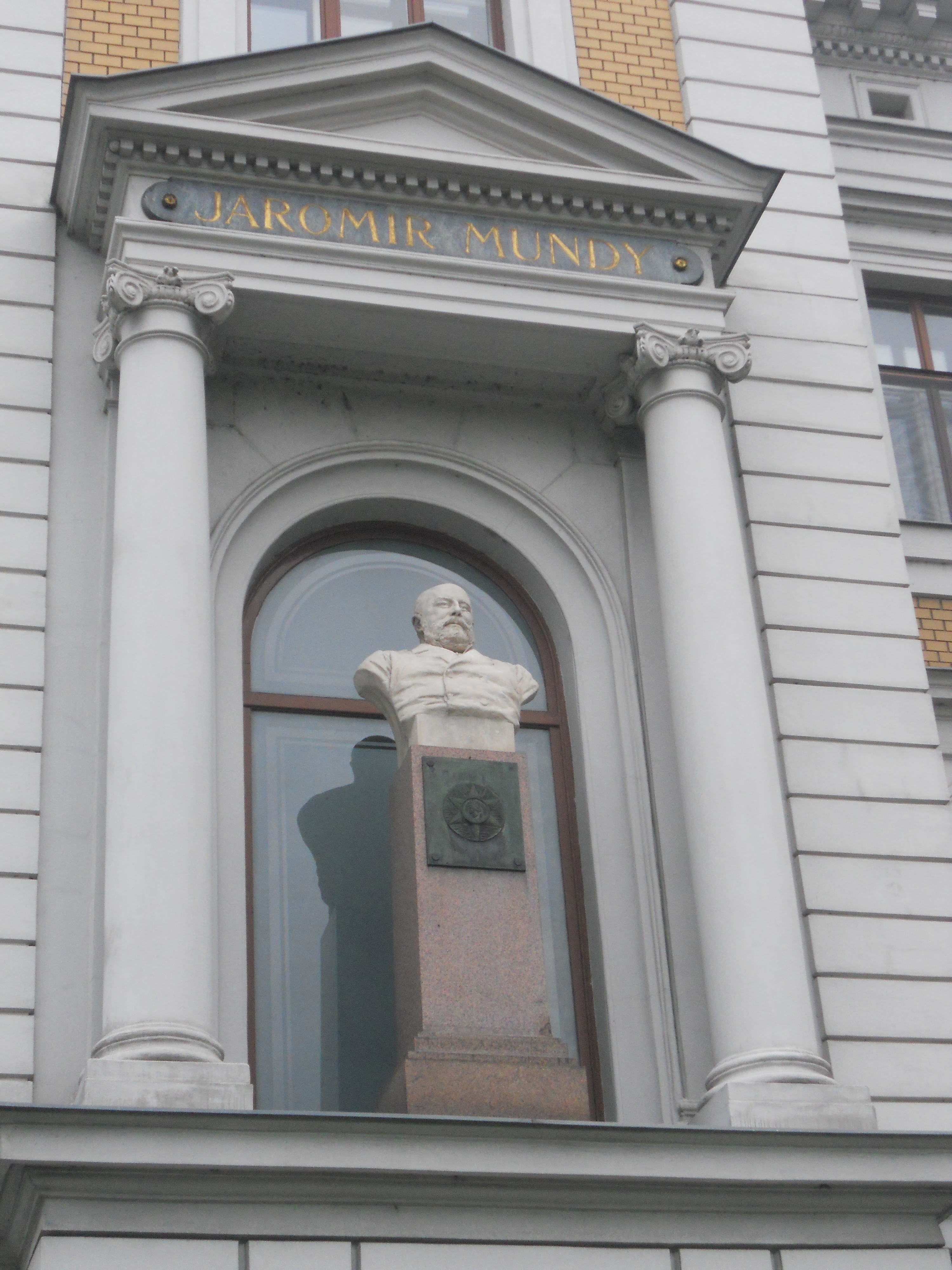
Büste Mundys auf dem Gebäude der Wiener Rettungszentrale

Jahrelang lebte Mundy im „Hotel Central“ in der Wiener Taborstraße mit Familienanschluss bei Karl Sacher. Mundy war im Alter körperlich gezeichnet wegen eines schweren Asthmaleidens und einer Unterleibserkrankung. Nach einem Kuraufenthalt in Bad Tüsser verbrachte er seine letzten Lebensmonate in der Wasserheilanstalt in Baden bei Wien, wo er sich bei Karl Sacher in Pflege befand. Am 6. Februar 1894 verstarb sein langjähriger Freund und Wegbegleiter, Theodor Billroth, und im selben Jahr am 23. August setzte Mundy in einer depressiven Phase seinem Leben ein Ende.
Jaromir Mundy war ein leidenschaftlicher Kämpfer für Humanität, der sich sein Leben lang selbstlos für die Verbesserung der Lage von Kranken und Verwundeten einsetzte. In Wien verhalf ihm sein Einsatz um die Wiener Freiwillige Rettungsgesellschaft zu großer Popularität. Das Wiener Volk und die freiwilligen Mediziner der Rettungsgesellschaft verehrten ihn, der bei Tausenden von Rettungseinsätzen selbst im Einsatz war. Mundy, ein gebildeter und belesener Mann, der zwölf Sprachen sprach und mit vielen interessanten Persönlichkeiten zusammentraf, war in seinen Kreisen als ein brillanter Gesellschafter geschätzt, der bei guter Laune auch gerne Arien aus Operetten oder Opern sang.
Sein Ehrengrab befindet sich auf dem Wiener Zentralfriedhof (Gruppe 0, Reihe 1, Nummer 16). 1932 wurde die Mundygasse in Wien-Favoriten nach ihm benannt. Eine Büste, gestaltet von der Bildhauerin Teresa Feodorowna Ries, in der Zentrale der Berufsrettung Wien in der Radetzkystraße im 3. Wiener Gemeindebezirk Landstraße erinnert an sein Lebenswerk.